# Silja Europa
Le Silja Europa est un cruise-ferry appartenant à la compagnie estonienne Tallink. Construit par les chantiers Meyer Werft de Papenbourg en Allemagne de 1991 à 1993, le navire avait été commandé à l'origine par l'armateur suédois Rederi AB Slite et devait naviguer sur les lignes du réseau Viking Line sous le nom d‘Europa. Cependant, alors que sa construction est sur le point de s'achever, une crise économique frappant la Suède entraîne une dévaluation de la couronne suédoise vis-à-vis du mark allemand. La société ne pouvant plus payer le navire aux chantiers navals, celui-ci est réceptionné par la compagnie rivale Silja Line qui l'exploite à compter de mars 1993 entre la Finlande et la Suède sous le nom de Silja Europa. À la suite du rachat de Silja Line par Tallink en 2006, le navire devient la propriété de l'armateur estonien. Transféré dans sa flotte en 2013, il est affecté à des mini-croisières entre l'Estonie et la Finlande. Retiré du service en août 2022, il est désormais utilisé par les autorités néerlandaises comme centre d'hébergement flottant aux Pays-Bas. 

## Historique

### Origines et construction
À la fin des années 1980, la concurrence entre les consortiums Viking Line et Silja Line atteint son apogée. Tout au long de la décennie, les deux transporteurs se sont menés une véritable course au tonnage et au luxe qui a vu la mise en service de navires de plus en plus imposants sur les lignes entre la Finlande et la Suède. En 1987, lorsque Silja Line annonce la commande de deux cruise-ferries présentant des caractéristiques sans précédent destinés à naviguer entre Helsinki et Stockholm, SF-Line et Rederi Ab Slite, actionnaires de Viking Line, passent également commande de nouveaux navires afin de se prémunir contre l'arrivée prochaine des futurs Silja Serenade et Silja Symphony. Après avoir lancé la construction de deux navires jumeaux destinés aux lignes entre Turku, Mariehamn et Stockholm, Slite passe commande le 6 octobre 1989 d'un troisième navire destiné à concurrencer les futurs Silja entre Helsinki et Stockholm.

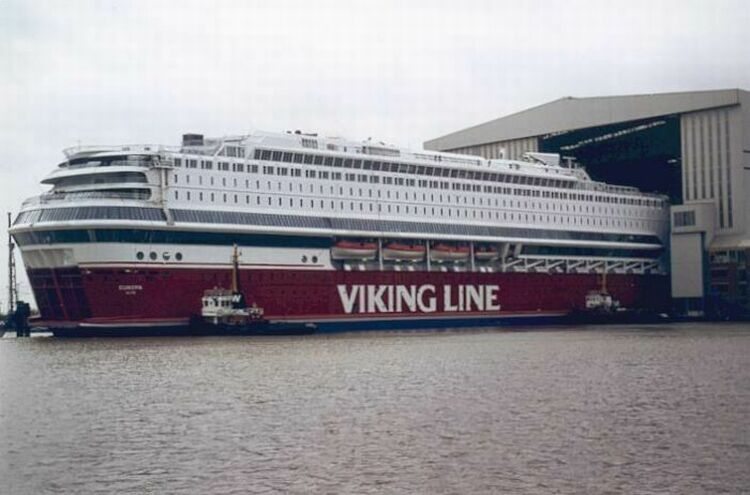
L’Europa lors de sa mise à l'eau. Le navire arborait encore à ce moment-là les couleurs de Viking Line.

Baptisé Europa, le nouveau navire est conçu sur la base des jumeaux Athena et Kalypso, derniers nés de Rederi Ab Slite. Il reprend en effet les mêmes lignes que ses aînés ainsi qu'une architecture générale très similaire. Mais le futur Europa se démarque de ses prédécesseurs par ses dimensions exceptionnelles, bien plus proches de celles des Silja Serenade et Silja Symphony avec une longueur de 200 mètres, un tonnage de presque 60 000 UMS et une cheminée prévue pour culminer à plus de 54 mètres, là où l‘Athena et le Kalypso ne mesurent que 176 mètres et jaugent 40 000 tonneaux. Avec une capacité de 3 000 passagers et des aménagements intérieurs d'une qualité comparable à celle d'un navire de croisières, l‘Europa est conçu pour être le cruise-ferry le plus luxueux de la mer Baltique.
Effectuée par les chantiers Meyer Werft de Papenbourg en Allemagne, sa construction débute le 6 décembre 1991. Le destin du navire va cependant basculer en 1992, alors qu'il est sur le point d'être mis à l'eau, le système bancaire suédois est en faillite, ce qui provoque une dévaluation de 10% de la couronne suédoise. Le règlement du contrat de l‘Europa étant en deutschemark, celui-ci atteint de ce fait les 400 millions de couronnes, une somme que Slite n'est pas en mesure de payer. Peu après le lancement du navire le 23 janvier 1993, le chantier Meyer Werft crée avec l'aide de plusieurs banques allemandes la société Fährschiff Europa Kb, destinée à acquérir le navire afin de l'affréter à Slite. Cette dernière se verra cependant refuser sa demande de prêt à la banque suédoise Nordbanken qui devait servir à l'affrètement de l‘Europa. Déjà fragilisée par la faillite des chantiers Wärtsilä de Turku qui a moyenné par conséquent des coûts supplémentaires dans la construction de l‘Athena et du Kalypso, Rederi Ab Slite fait définitivement faillite en avril 1993. 
De son côté, l‘Europa est finalement affrété par la compagnie rivale Silja Line. Un mois après son lancement, il est remorqué à Emden afin d'être achevé. Livré le 5 mars 1993, il est rebaptisé Silja Europa et affrété par Silja Line pour 10 ans avec option d'achat. À sa livraison, le Silja Europa est le plus gros ferry du monde et le restera jusqu'en 2004.

### Service

#### Silja Line (1993-2013)
Peu avant sa mise en service, le Silja Europa effectue une mini-croisière de présentation entre Helsinki et Tallinn le 13 mars 1993. Le navire débute ensuite son exploitation commerciale le lendemain entre Helsinki et Stockholm. Son arrivée entraîne alors le transfert du Silja Serenade entre Turku, Mariehamn et Stockholm. En raison toutefois de difficultés rencontrées par ce dernier pour manœuvrer convenablement dans l’archipel de Turku, les deux navires échangeront leurs affectations en janvier 1995. 
Le 28 septembre 1994, alors qu'il navigue entre Helsinki et Stockholm par mauvais temps, le Silja Europa, sous les ordres du commandant Esa Mäkelä, reçoit à 1h22 le message de détresse du ferry Estonia en difficulté après avoir subi une entrée d'eau massive dans son garage. Très vite, le Silja Europa, accompagné du ferry Mariella de Viking Line se déroutent pour porter assistance au navire estonien. Lorsqu'il arrive sur les lieux aux alentours de 2h, l‘Estonia a déjà sombré et emporté avec lui 852 personnes. Si l'équipage tente de porter secours aux survivants, l'opération s'avère difficile en raison de l'état de la mer. Au cours du sauvetage des rescapés, le commandant Mäkelä a été désigné responsable des opérations. 

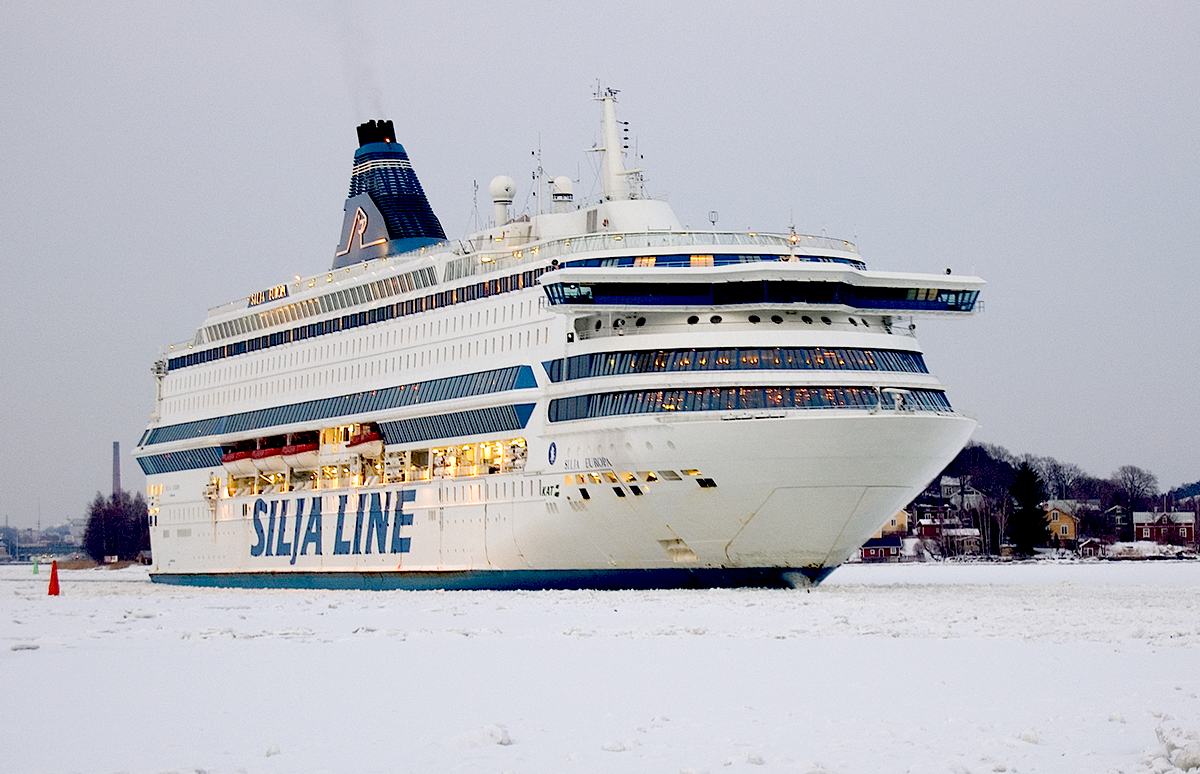
Le Silja Europa sous les couleurs de Silja Line.

Le 13 janvier 1995, le Silja Europa s'échoue près de Furusund dans l'archipel de Stockholm en raison d'une avarie d'un de ses safrans. Le navire parvient cependant à se dégager par ses propres moyens et poursuit sa route vers Stockholm. L'échouement aura toutefois occasionné des dégâts au niveau de la coque qui nécessiteront l'immobilisation du navire jusqu'au 18 janvier. 
En septembre 1998, quelques travaux sont effectués à bord du navire comprenant notamment l'ajout de cabines supplémentaires visant à augmenter sa capacité passagère. En janvier 2000, des pots catalytiques sont installés au niveau de sa cheminée par les chantiers Aker Finnyards de Rauma. À l'occasion, celle-ci est repeinte en bleu. D'autres travaux tels que la rénovations du système de sécurité sont réalisés.
Le 19 juillet 2000, une avarie au niveau d'une des hélices entraîne son indisponibilité durant cinq jours en plein cœur de la haute saison estivale.
À partir de 2001, le navire est affecté à la ligne Turku - Mariehamn - Stockholm uniquement de mai à septembre et positionné entre Turku, Mariehamn et Kapellskär le reste de l'année.
Le 10 octobre, alors que le Silja Europa vient de quitter Kapellskär, l'équipage repère un incendie au niveau d'une cabine. Le navire est alors conduit à Stockholm où un passager suspecté d'être à l'origine du feu est arrêté.
Le 8 mai 2002, Seacontainers, société mère de Silja Line fait l'acquisition de 42% des parts de la société Fährschiff Europa qui détient le navire depuis sa sortie des chantiers. 
Le 4 octobre 2004, alors qu'il réalise sa manœuvre d'accostage à Långnäs par mauvais temps, une des amarres se rompt et vient frapper contre la coque, ouvrant une brèche au dessus de la ligne de flottaison. Les dégâts ne sont cependant pas assez importants pour empêcher le départ du navire.

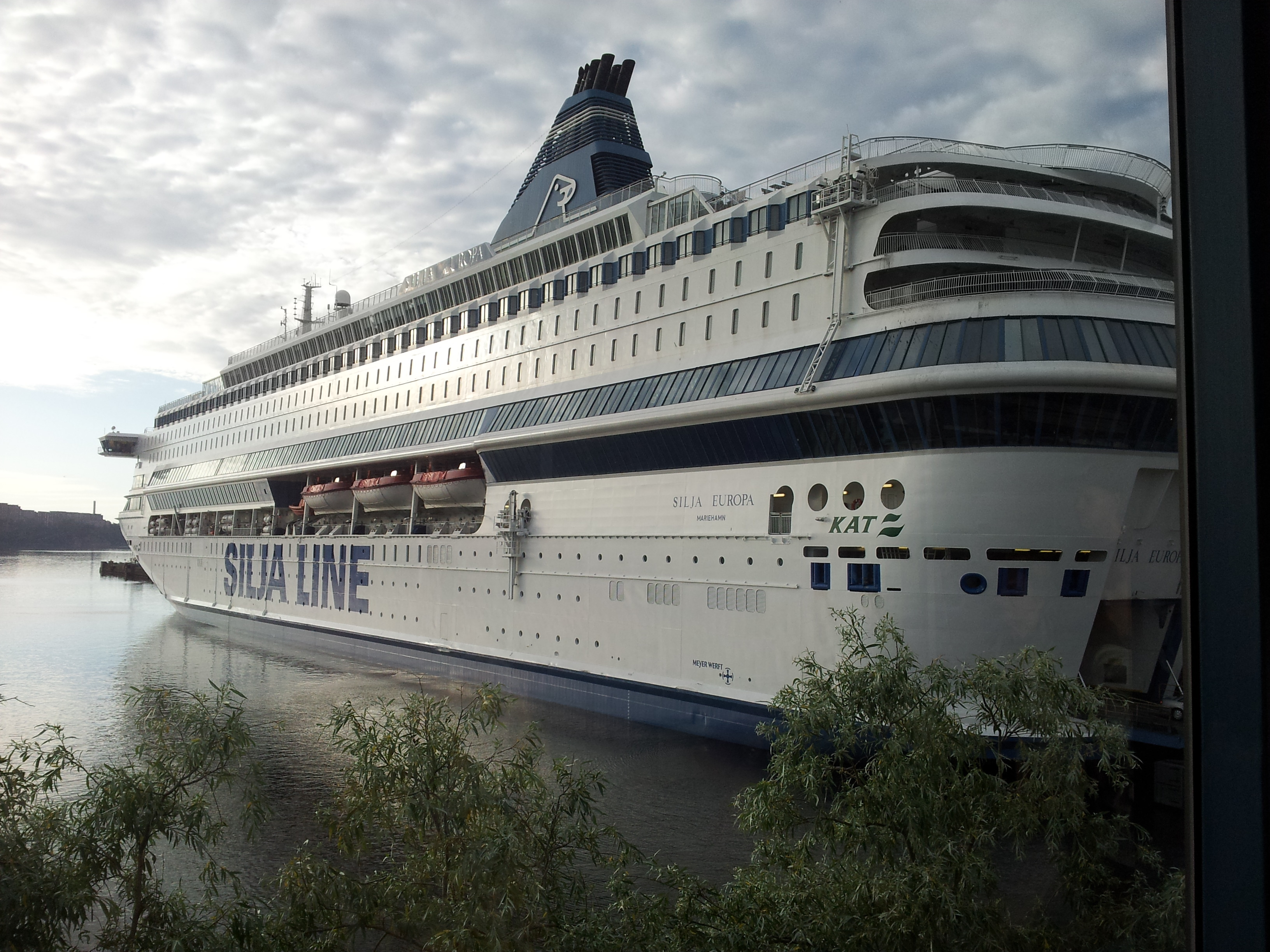
Le Silja Europa à Stockholm en 2012.

Le 25 mai 2005, Silja Line devient pleinement propriétaire du navire. L'année suivante, la compagnie est rachetée par l'armateur estonien Tallink qui devient de ce fait propriétaire de la marque et de la flotte. Malgré ces changements, l'exploitation du Silja Europa reste inchangée. Il cessera cependant de desservir Kapellskär en 2007. 
Le 22 novembre 2009, alors qu'il se trouve dans l'archipel d'Åland, le navire est à nouveau victime d'une panne de safran. Après avoir dérivé durant quelques heures, il est pris en charge par un remorqueur qui l'aide à achever son voyage vers Turku. Après inspection du gouvernail, le cruise-ferry est retiré du service et quitte Turku le 26 novembre afin de rejoindre les chantiers de Riga. Arrivé à destination le lendemain, le Silja Europa est conduit en cale sèche le 28 novembre. Au moment toutefois de vider la cale, le personnel du chantier constate qu'une erreur de calcul de la position du navire dans la forme a été effectuée et a provoqué l'inclinaison de celui-ci, ce qui conduit à l'annulation des opérations. Le Silja Europa est finalement conduit en Pologne le 30 novembre et réparé aux chantiers Remontowa de Gdańsk. Il reprend par la suite son service le 12 décembre.
Fin 2012, Tallink annonce que le Silja Europa sera remplacé en 2013 sur la ligne Turku - Mariehamn - Stockholm par le cruise-ferry Baltic Princess qui sera transféré sous les couleurs de Silja Line. Le Silja Europa intégrera quant à lui la flotte de la compagnie estonienne. 
Le 20 janvier 2013, le navire achève sa dernière traversée pour le compte de Silja Line entre Stockholm, Mariehamn et Turku. Il quitte ce même jour la Finlande pour rejoindre Tallinn et intègre officiellement la flotte de Tallink le 22 janvier.

#### Tallink (depuis 2013)
Repeint aux couleurs de Tallink et enregistré sous pavillon estonien, le Silja Europa conserve cependant son nom original. Sa carrière pour le compte de l'armateur estonien débute le 23 janvier. Le navire est alors affecté à des mini-croisières de 24 heures entre Tallinn et Helsinki. 

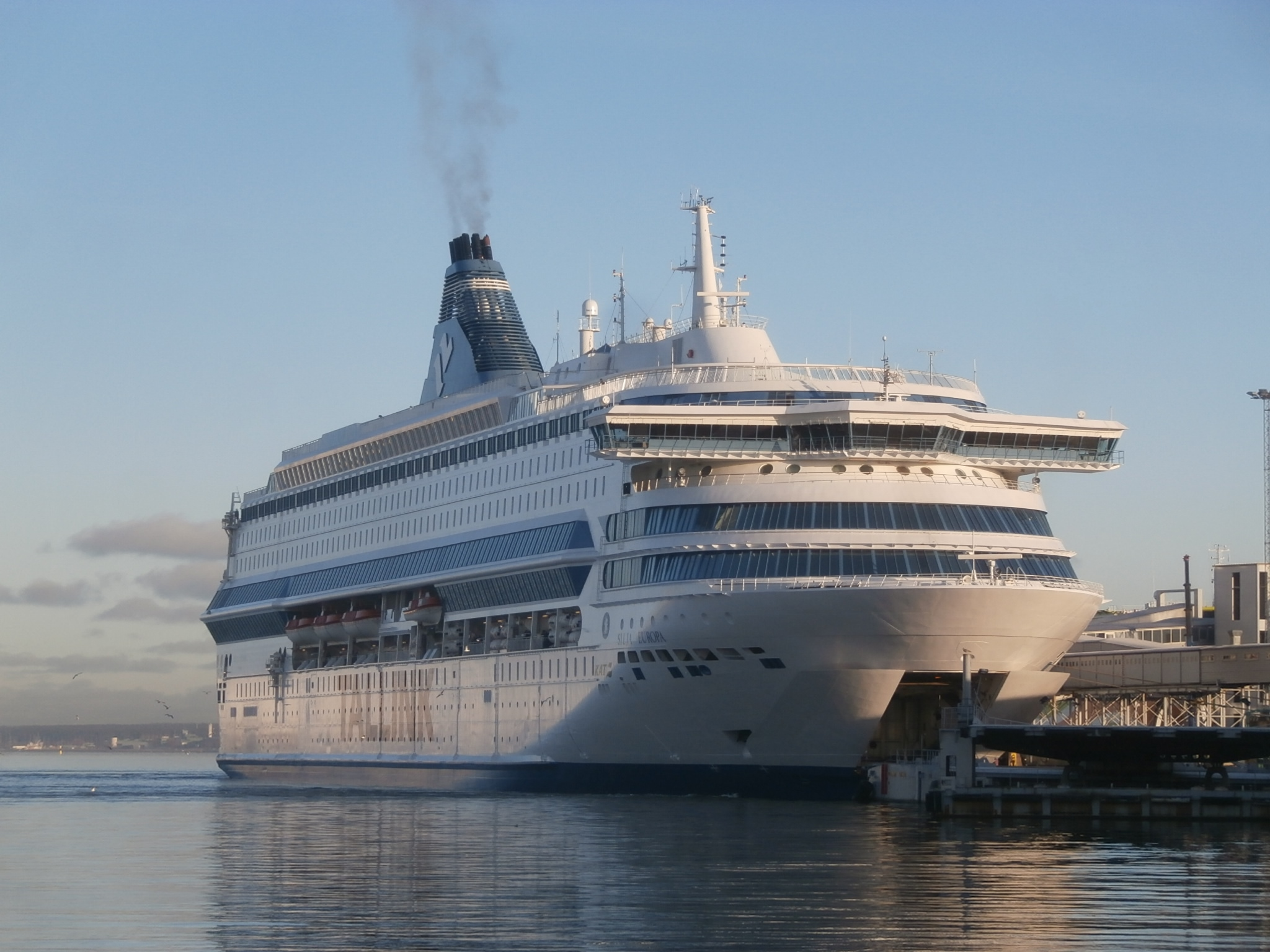
Le Silja Europa sous les couleurs de Tallink.

Le 21 juillet 2014, le navire est affrété par la société britannique Bridgemans Services pour servir d'hôtel flottant pendant au moins 14 mois afin de loger le personnel travaillant sur l'extraction du gaz naturel sur l'île de Barrow en Australie-Occidentale. Retiré du service le 6 août, il prend la direction des chantiers de Naantali où il est préparé en vue de son périple vers l'Australie. Il quitte Tallinn le 12 septembre, escalant d'abord à Algeciras en Espagne avant de franchir le canal de Suez et traverser la mer Rouge avec une escale à Jeddah en Arabie saoudite, puis de s'engager dans la traversée de l'océan Indien en avitaillant entre-temps à Colombo au Sri Lanka. Après presque un mois de navigation, il atteint enfin l'Australie le 14 octobre. Dix jours plus tard, il est mis à la disposition des employés de la compagnie pétrolière américaine Chevron pendant plus d'un an. Sa mission s'achevant le 31 décembre 2015, il effectue le chemin en sens inverse pour regagner l'Estonie, escalant au cours de son voyage à Singapour, Colombo, Jeddah, Naples et Gibraltar avant d'atteindre le port de Muuga le 8 février 2016 et de reprendre son service commercial pour Tallink le 13 mars.
Au cours de son arrêt technique effectué à Muuga entre septembre et décembre 2016, d'importants travaux portant sur la réfection des locaux communs et des cabines sont effectués à bord. La décoration intérieure est modernisée avec entre autres l'ajout de nouvelles moquettes.
Le 20 octobre 2019 vers 3h30, alors que le navire se trouve à Tallinn, deux jeunes passagers finlandais sont retrouvés morts dans leurs cabines respectives à une heure d'intervalle. Les victimes n'avaient aucun lien particulier et voyageaient au sein de groupes distincts. Les circonstances de leurs décès seront identifiées comme naturelles.
À partir du mois de mars 2020, les services de Tallink sont perturbés en raison des restrictions dues à la crise sanitaire provoquée par la pandémie de Covid-19. Immobilisé, le Silja Europa est dans un premier temps désarmé à Tallinn. Devant le rétablissement progressif de la situation, il reprend ses traversées habituelles au mois de juin et navigue tout l'été avant d'être de nouveau mis hors service vers la fin du mois de septembre en raison de la recrudescence de l'épidémie.
Immobilisé pendant toute la première moitié de l'année 2021, il est affrété au mois de juin afin de servir d'hôtel flottant destiné à héberger les effectifs de la police mobilisés dans le cadre du 47e sommet du G7 se tenant au Royaume-Uni. À cet effet, le Silja Europa quitte Tallinn le 1er juin à destination de Falmouth. Arrivé le 5 juin, il reste stationné dans le port britannique une dizaine de jours avant de regagner l'Estonie. Le 23 juin, il reprend ses traversées habituelles vers la Finlande.
À partir de l'été 2022, le Silja Europa est affrété par le gouvernement des Pays-Bas via l'organisme Centraal Orgaan Opvang Asielzoekers (COA), dépendant du ministère chargé de l'immigration. L'État néerlandais envisage alors d'employer le navire comme centre d'hébergement pour migrants. À cet effet, le Silja Europa est retiré du service le 14 août 2022 et quitte l'Estonie quelques jours plus tard, le 17 août, pour rejoindre les Pays-Bas. Arrivé à destination le 21 août, il est stationné à Velsen-Noord, non loin d'Amsterdam et commence sa mission. Après le renouvellement de la charte d'affrètement en mai 2023, le Silja Europa est transféré à compter du 1er juillet à Rotterdam où il assure le même rôle que précédemment.

## Aménagements
Le Silja Europa possède 14 ponts. Les locaux passagers se situent sur la totalité des ponts 5 à 13 ainsi que sur une partie du pont 2. Ceux de l'équipage occupent principalement les ponts 3 et 4, de part et d'autre du garage.

### Locaux communs
Le Silja Europa est équipé d'un grand nombre d'installations d'une qualité semblable à celles d'un navire de croisières. Situées en grande majorité sur les ponts 7 et 8, elles comptaient à l'origine sept espaces de restauration, dont un McDonald's, un bar-spectacle, un bar discothèque, un pub, un casino ainsi que de nombreux couloirs offrant une vue panoramique. Ces installations ont été rénovées à plusieurs reprises, notamment en 2002 et en 2016.
Depuis son transfert dans la flotte de Tallink, les installations du cruise-ferry sont organisés de la manière suivantes :
- Starlight Palace : vaste bar-spectacle situé sur le pont 8 à l'arrière du navire.
- Renewed Corner Bar : bar à l'ambiance plus intimiste situé au pont 8 ;
- Sea Pub : pub traditionnel estonien situé au centre du navire sur le pont 8 ;
- Moonlight Disco : bar-discothèque situé à l'arrière sur le pont 7 ;
- Coffee & Co : coffee shop utilisant la franchise Starbucks ;
- Grande Buffet : restaurant buffet situé au pont 8 à l'avant du navire ;
- Tavolàta Ristorante Italiano : restaurant à la carte proposant une cuisine d'inspiration italienne situé au pont 8 ;
- Grill House : restaurant grill situé au milieu du navire sur le pont 8 ;
- Fast Lane : cafétéria ouverte 24 heures sur 24 située sur le pont 7 vers l'avant du navire ;

En plus de ces installations, le Silja Europa dispose d'une vaste galerie marchande sur le pont 7 composée d'un supermarché hors-taxe, d'une parfumerie et d'une boutique de vêtements. Sur le pont 12 se trouve un centre de conférences ainsi qu'un sauna.

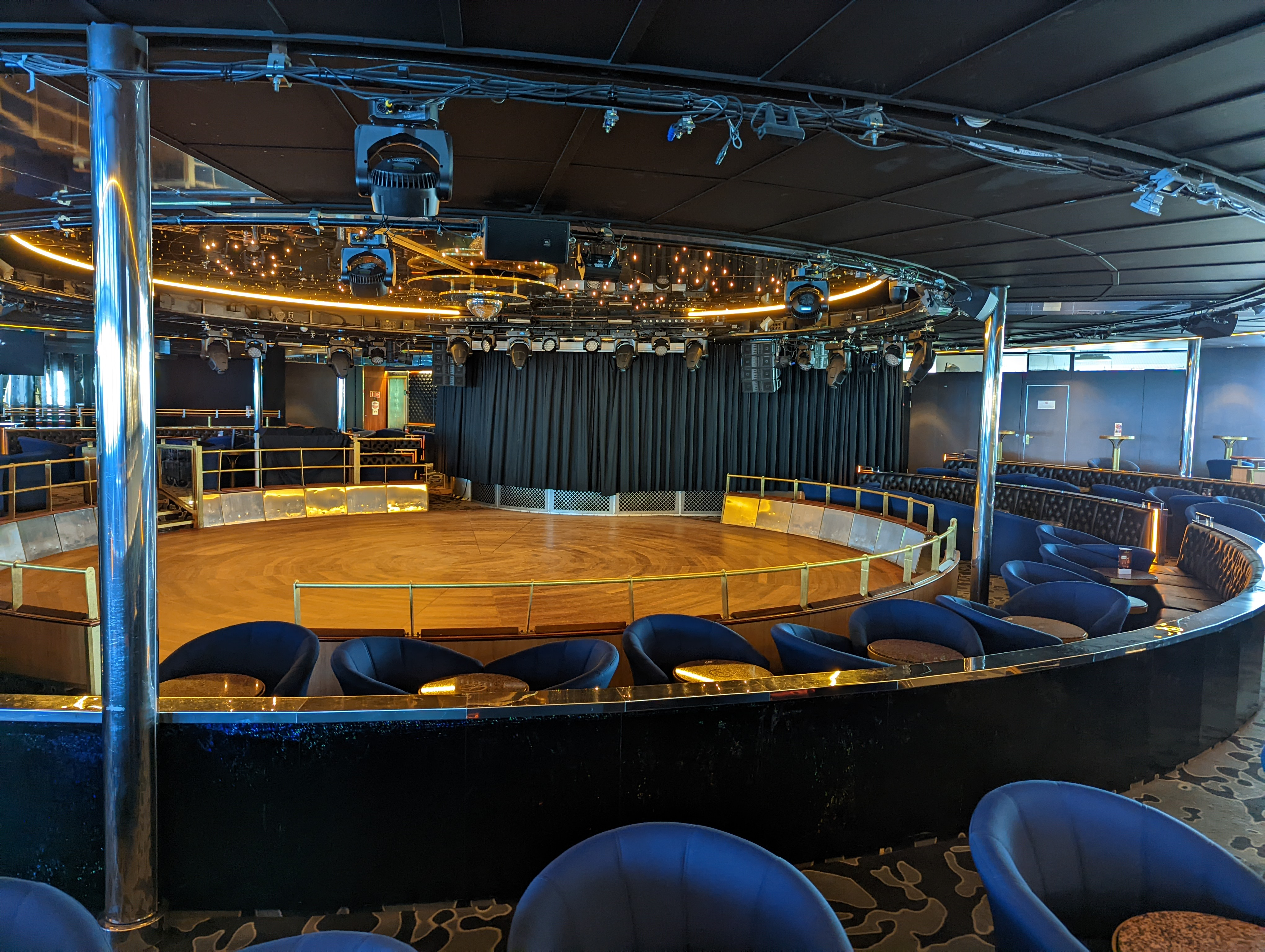
Le bar spectacle Starlight, situé au pont 8 arrière.
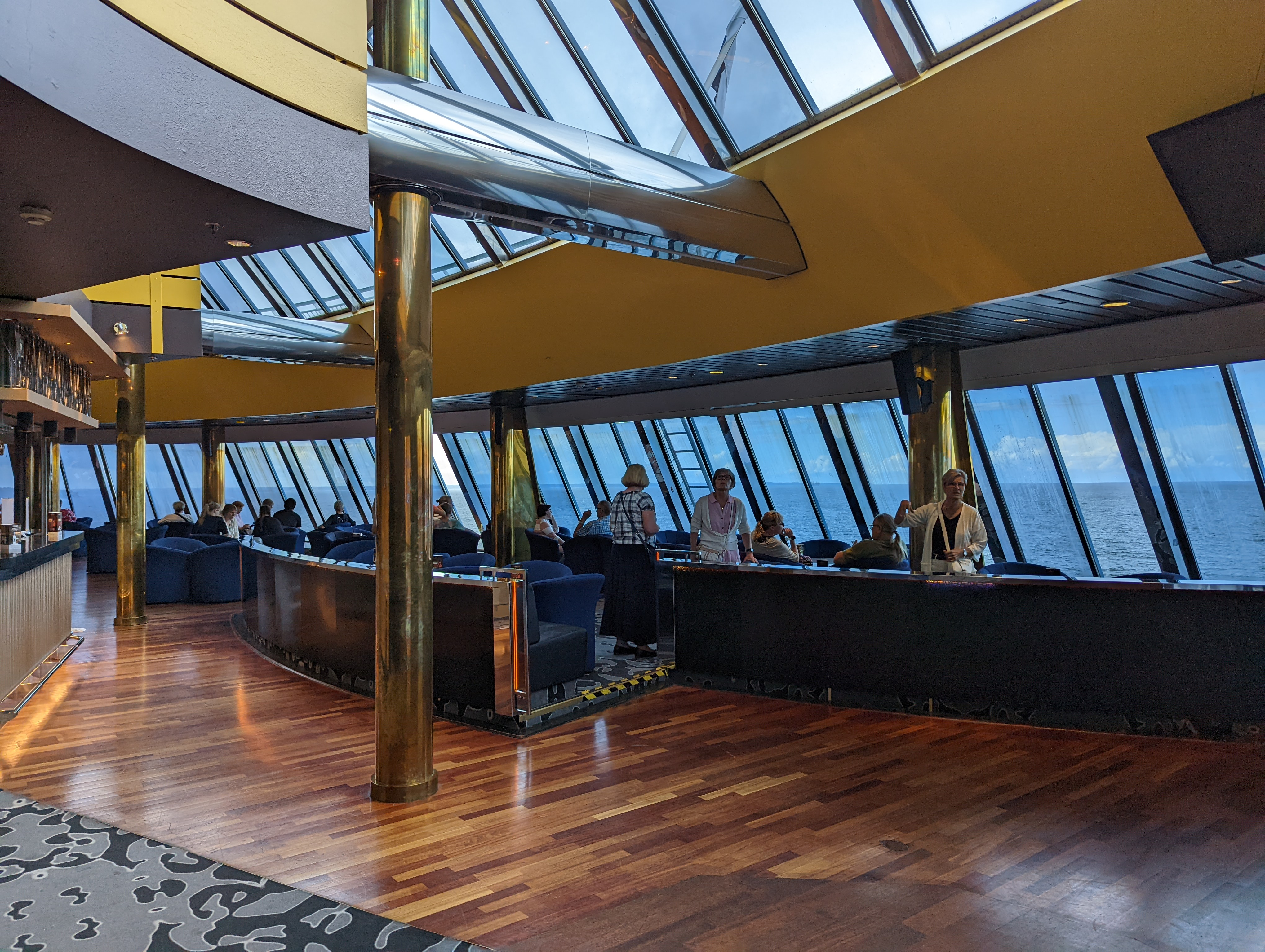
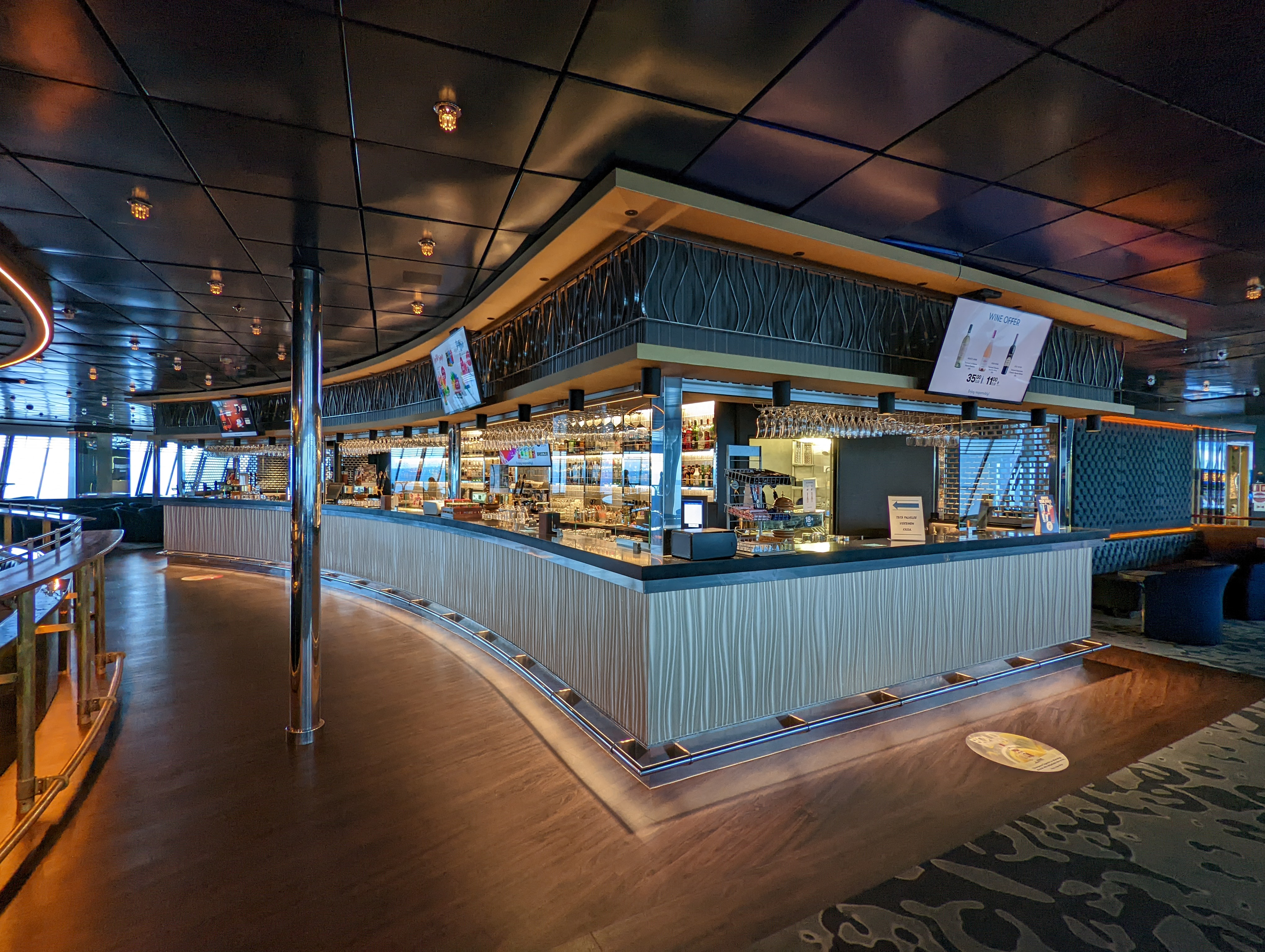
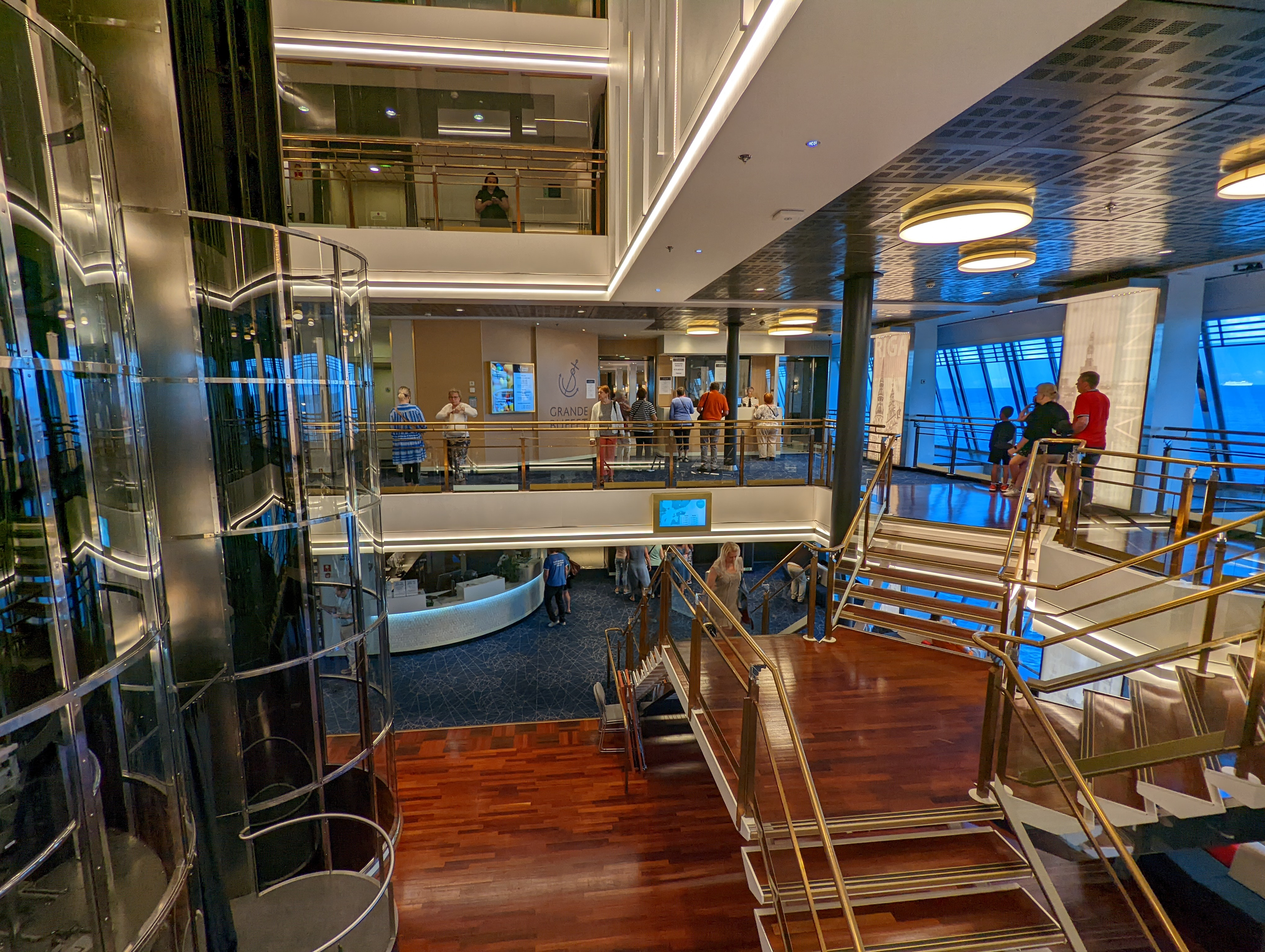
Atrium principal
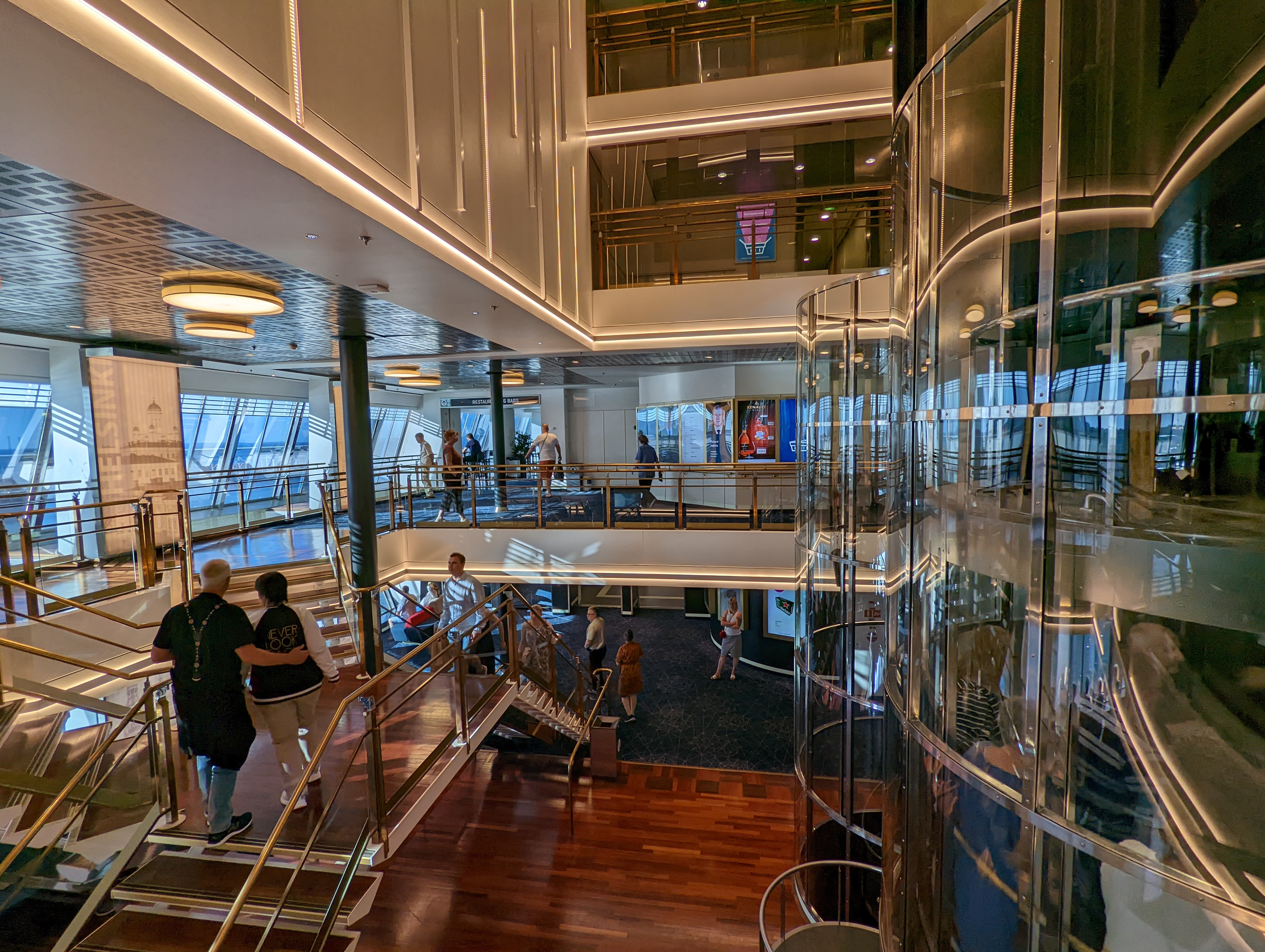
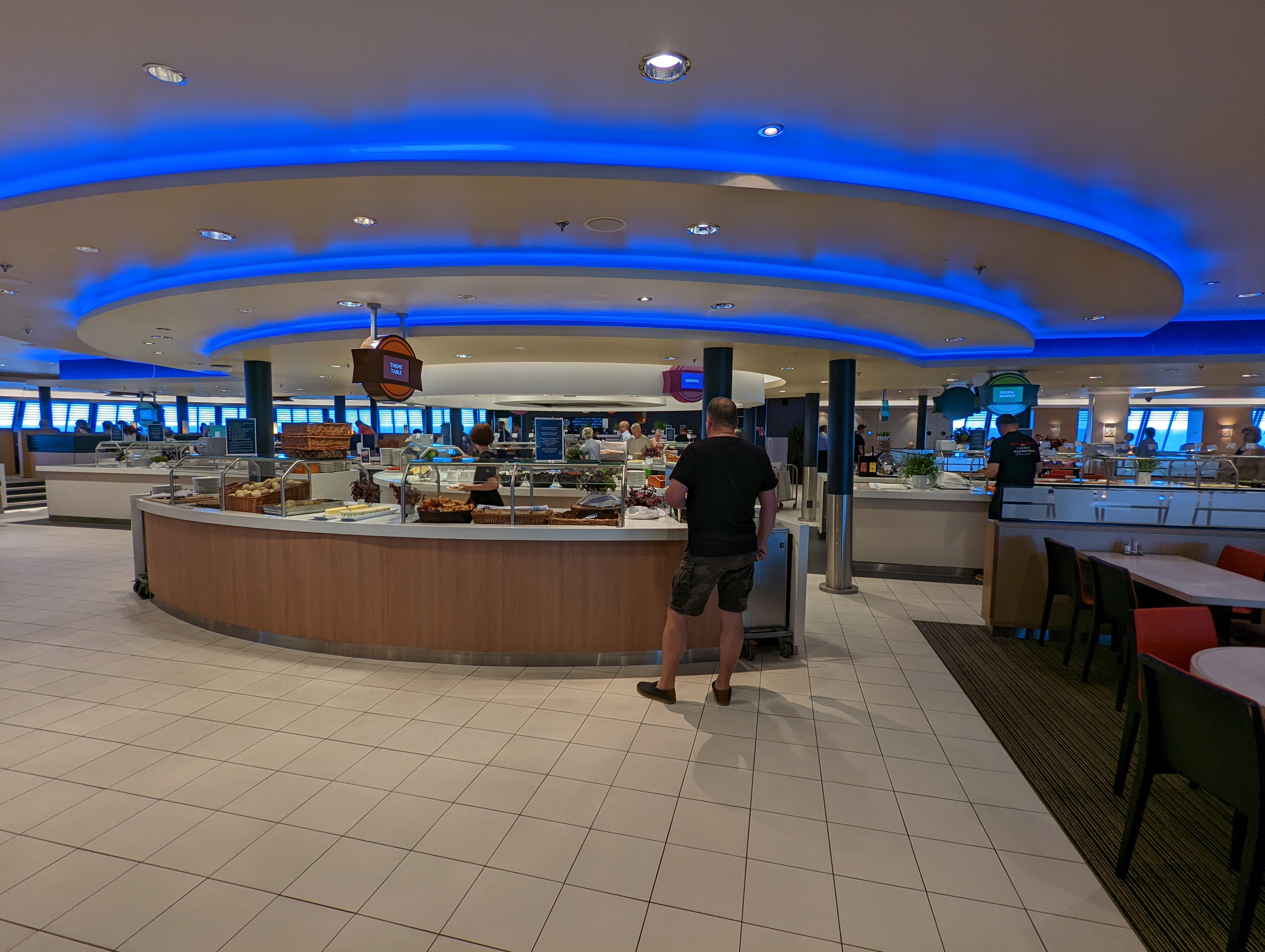
Restaurant Grande Buffet sur le pont 8 avant.
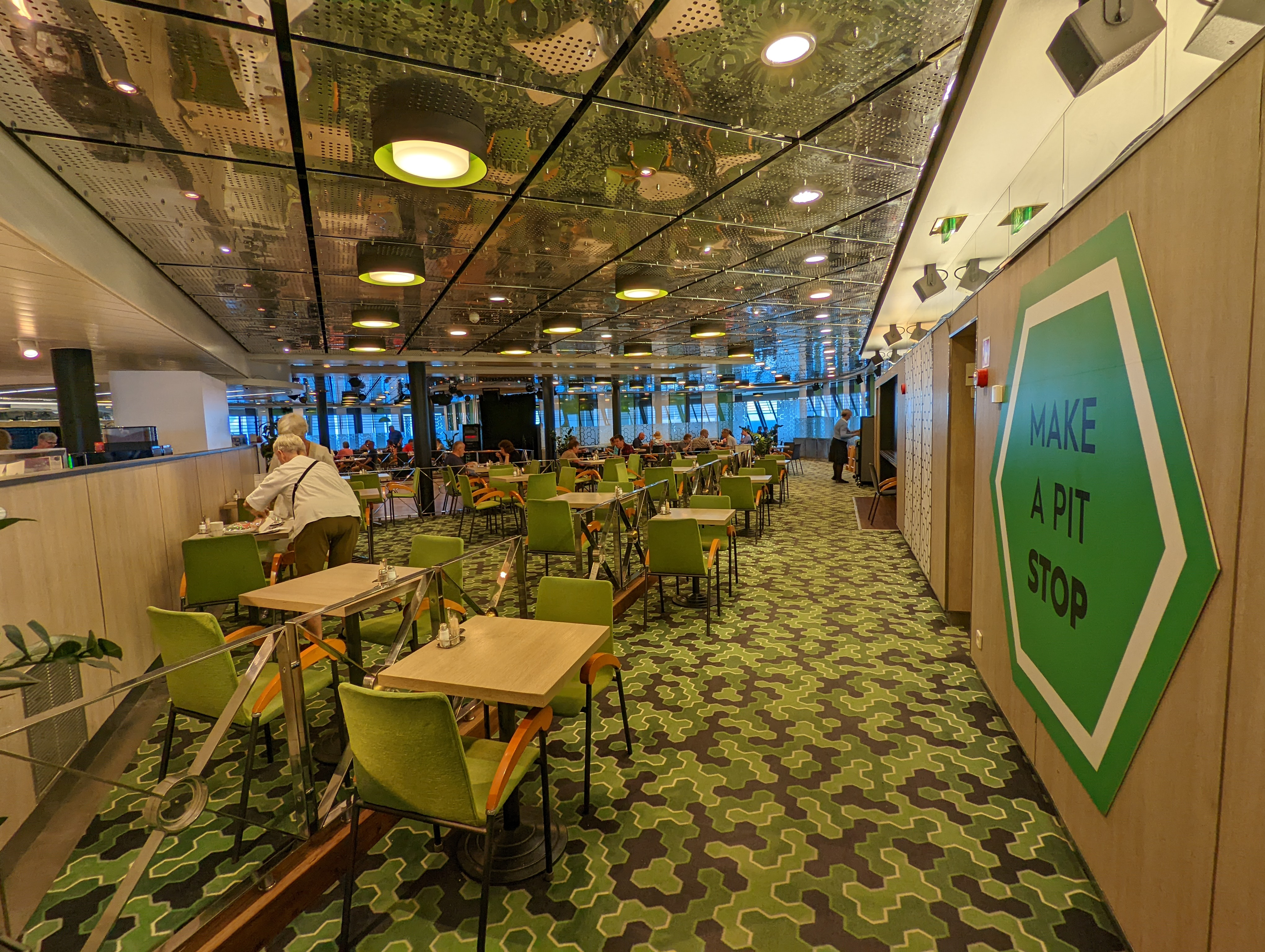
Cafeteria Fast Lane sur le pont 7 avant.

### Cabines
Le Silja Europa possède 1 152 cabines situées sur les ponts 5, 6, 9, 10, 11 et 2. Les cabines standards, internes ou externes, sont équipées de deux à quatre couchettes ainsi que de la télévision et de sanitaires comprenant douche, WC et lavabo. Certaines d'entre elles disposent d'un grand lit à deux places. Le navire propose également des suites. Des cabines accessibles aux personnes à mobilité réduite ou aux animaux sont également présentes.

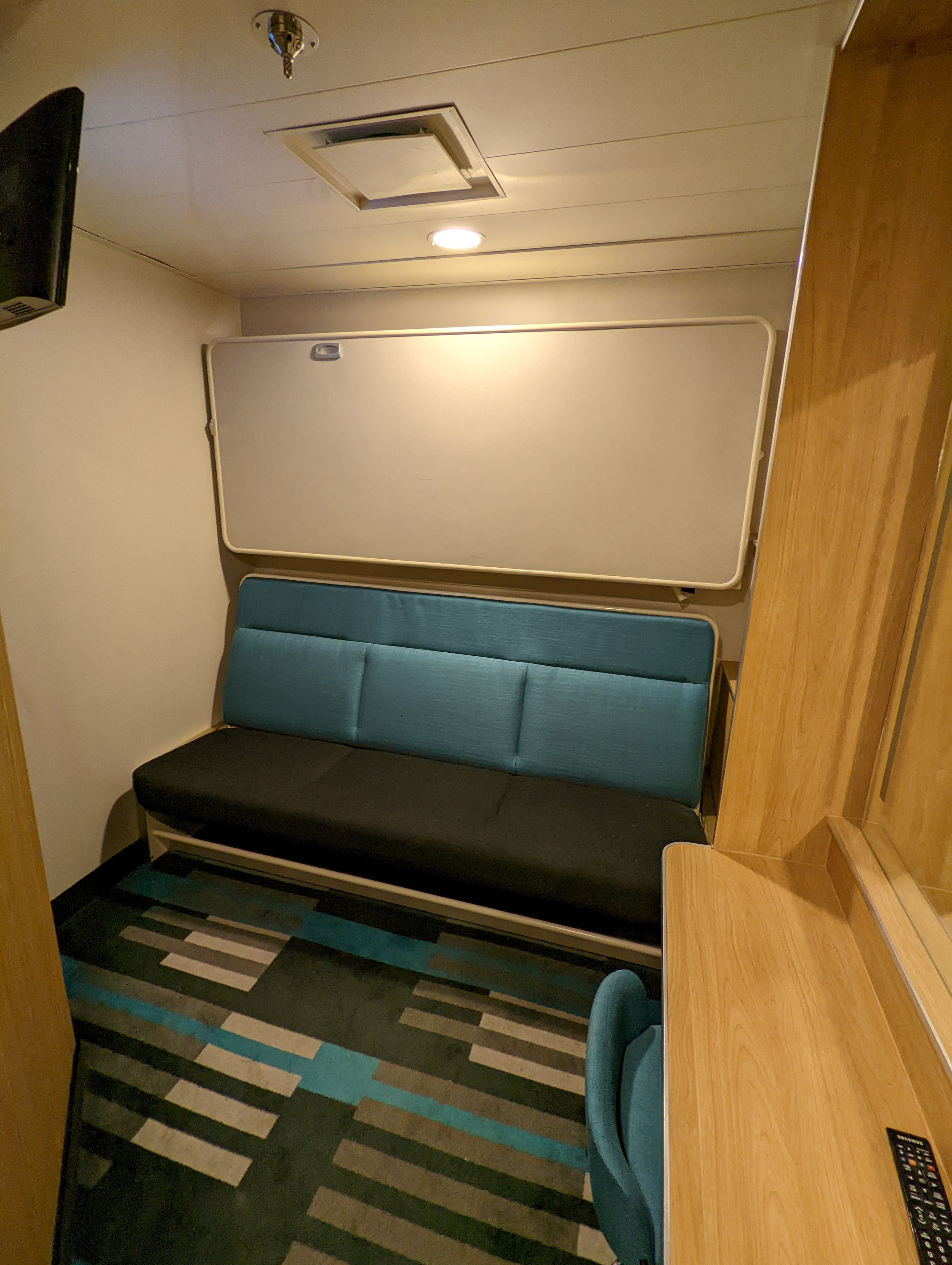
Cabine interne équipée de couchettes superposées.
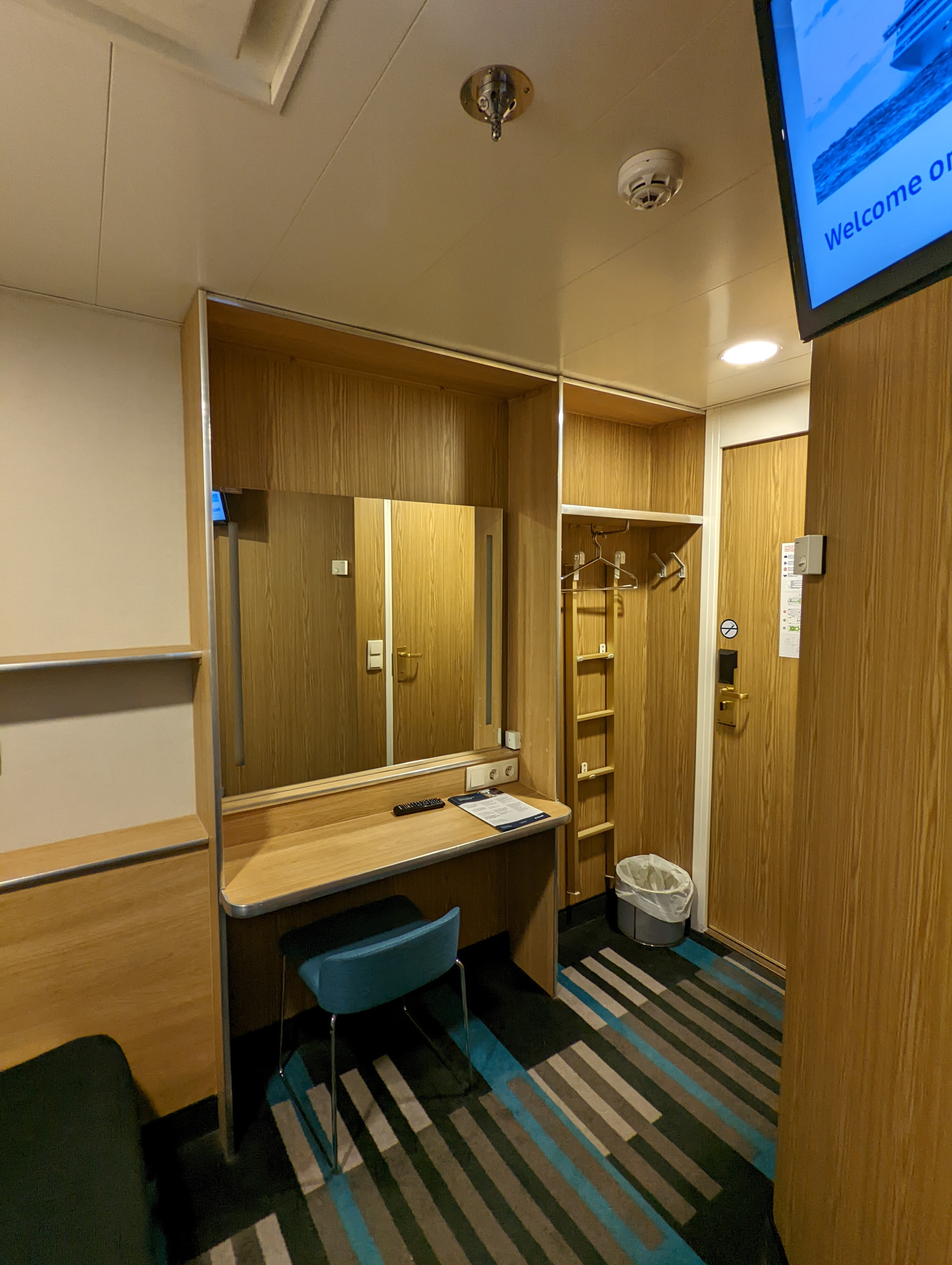
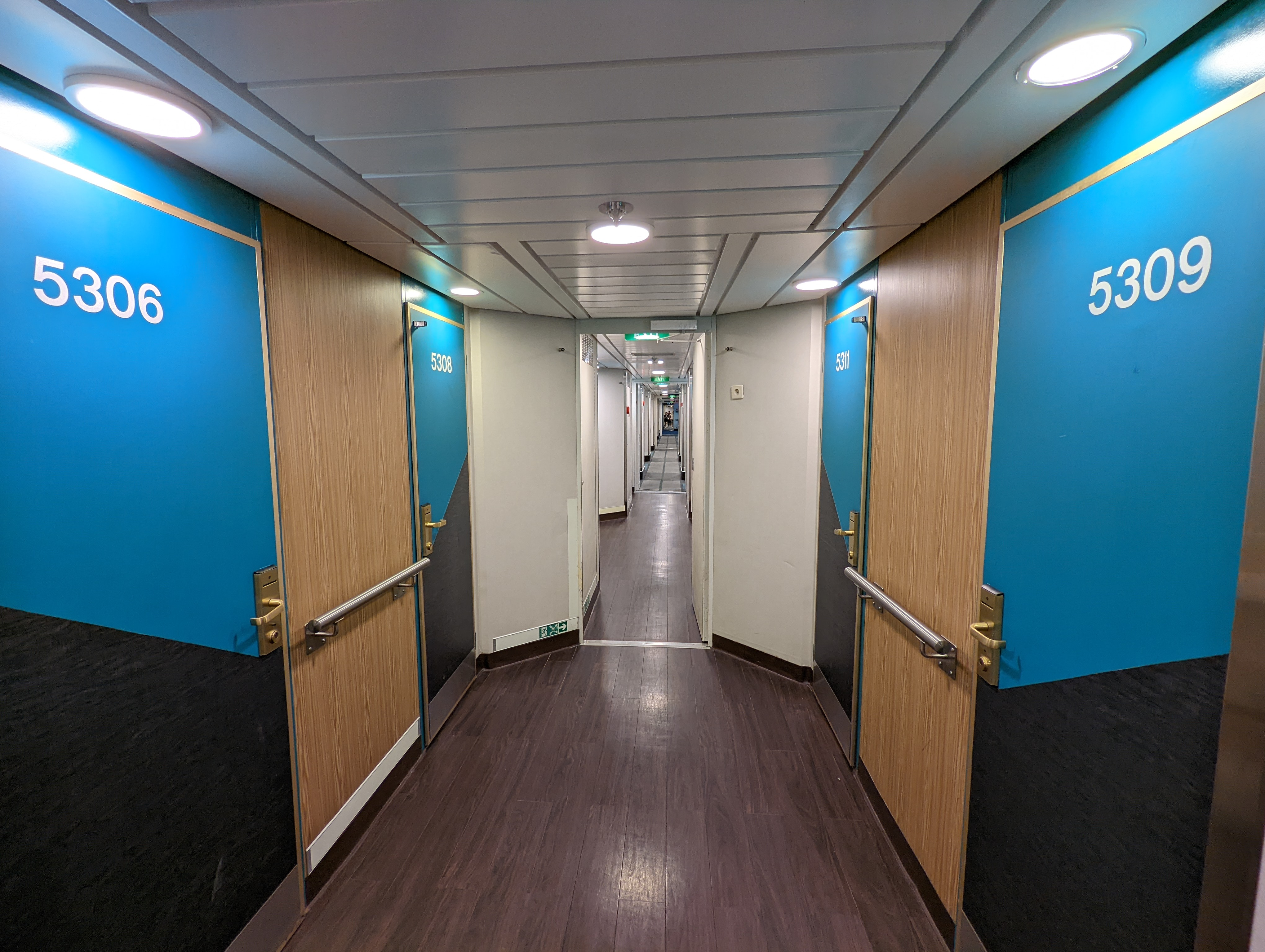
Coursives des cabines du pont 5.

## Caractéristiques
Le Silja Europa mesure 201,78 mètres de long pour 32,60 mètres de large et son tonnage est de 59 914 UMS. Le navire avait à l'origine une capacité de 3 013 passagers avant que celle-ci ne soit portée à 3 123 en 1998. Il est pourvu d'un garage de 932 mètres linéaires pouvant accueillir 350 véhicules répartis sur deux niveaux. Le garage est accessible par deux portes rampes situées à l'arrière et une porte rampe avant. La propulsion est assurée par quatre moteurs diesels MAN 6L58/64 développant une puissance de 31 800 kW entraînant deux hélices à pas variable faisant filer le bâtiment à une vitesse de 21,5 nœuds. Le Silja Europa possède six embarcations de sauvetage fermées de grande taille, trois sont situées de chaque côté vers l'arrière du navire. Elles sont complétées par une embarcation de plus petite taille, une embarcation de secours et un canot semi-rigide. En plus de ces principaux dispositifs, le navire dispose de plusieurs radeaux de sauvetage à coffre s'ouvrant automatiquement au contact de l'eau. Le navire est doté de deux propulseurs d'étrave facilitant les manœuvres d'accostage et d'appareillage ainsi que d'un propulseur arrière et de stabilisateurs anti-roulis. Il est également équipé d'une coque brise-glace classée 1 A Super.

## Lignes desservies
Pour Silja Line de 1993 à 2013, le Silja Europa effectuait la liaison entre la Finlande et la Suède, tout d'abord entre Helsinki et Stockholm puis entre Turku, Mariehamn/Långnäs et Stockholm à partir de 1995. De 2001 à 2007, le navire effectuait la ligne Turku - Mariehamn/Långnäs - Stockholm de mai à septembre et Turku - Mariehamn/Långnäs - Kapellskär le reste de l'année. Durant les fêtes de fin d'année, il effectuait des mini-croisières à destination de Riga ou de Stockholm.
De 2013 à 2022, le Silja Europa effectue pour le compte de Tallink des mini-croisières d'environ 24 heures entre l'Estonie et la Finlande sur la ligne Tallinn - Helsinki.